# کولزدن
کولزدن (به انگلیسی: Colesden) یک روستا در بریتانیا است که در بدفوردشر واقع شده‌است.